# Codex Augiensis
- Papyrus
- Onciale
- Minuscules
- Lectionnaire

Le Codex Augiensis, portant le numéro de référence Fp ou 010 (Gregory-Aland), α 1029 (Soden), est un manuscrit du Nouveau Testament de vélin en écriture grecque onciale. 
Le codex tire son nom de l'île de Augia.

## Description
Le codex se compose de 136 folios (23 x 19 cm). C'est un manuscrit bilingue (grec et latin), écrit en deux colonnes parallèles, le latin à gauche, le grec à droite.
Ce codex contient les Épîtres de Paul, avec de nombreuses lacunes (Épître aux Romains 1,1-3,19; 1 Cor 3,8-16; 6,7-14; Col 2,1-8; Philémon 21-25; Hébreux est ajouté en annexe). 
Manuscrit bilingue grec-latin, acheté par Richard Bentley (1662-1742), à L.C. Mieg, à Heidelberg,.
C'est le témoin du texte occidental. Kurt Aland le classe en Catégorie II. 
Les paléographes datent unanimement ce manuscrit du IXe siècle.
Le manuscrit a été examiné par Constantin Tischendorf et F. H. A. Scrivener.
Il est conservé à la bibliothèque de Trinity College (Cat. numero: B. XVII. 1) à Cambridge,.